# Карпинск
Карпинск (на руски: Карпинск) е град в Свердловска област, Русия. Населението на града към 1 януари 2018 година е 26 571 души.

## История
Селището е основано през 1759 година, през 1941 година получава статут на град.